# Sylvie Testud
Sylvie Testud (Lyon, 17 de janeiro de 1971) é uma atriz, escritora e cineasta francesa.